# Chương Mỹ (huyện)
Chương Mỹ là một huyện ngoại thành thuộc thành phố Hà Nội, Việt Nam. Huyện cách trung tâm Hà Nội 20 km về phía Tây Nam.
Hiện nay, huyện là cửa ngõ phía Tây Nam của thành phố tập trung nhiều làng nghề truyền thống văn hóa, nhiều danh lam thắng cách nổi tiếng cùng với mật độ đô thị hóa cao. Ngoài ra, huyện còn nổi tiếng với trận Tốt Động - Chúc Động do Lê Lợi chỉ huy đánh tan quân xâm lược nhà Minh.

## Địa lý
Huyện Chương Mỹ nằm giữa rìa phía tây nam thành phố Hà Nội, có vị trí địa lý:
- Phía đông giáp quận Hà Đông và huyện Thanh Oai với ranh giới tự nhiên là sông Đáy
- Phía tây giáp huyện Lương Sơn, tỉnh Hòa Bình
- Phía nam giáp huyện Mỹ Đức, huyện Ứng Hòa và huyện Lương Sơn, tỉnh Hoà Bình
- Phía bắc giáp huyện Quốc Oai.

Huyện nằm ở hướng Tây Nam thủ đô Hà Nội. Huyện lỵ của huyện là thị trấn Chúc Sơn, cách trung tâm Hà Nội 15 km. Huyện có diện tích rộng đứng thứ 3 toàn thành phố (sau huyện Ba Vì và huyện Sóc Sơn). Địa hình chia làm 3 vùng: vùng bãi ven sông Đáy, vùng đồng bằng và vùng bán sơn địa. Trên địa bàn có 02 quốc lộ chạy qua là quốc lộ 6A với chiều dài 18 km, quốc lộ 21A và đường Hồ Chí Minh với dài 16,5 km. Tổng diện tích của toàn huyện là 23.240,92 ha, trong đó: nhóm đất nông nghiệp là 14.032,65 ha; nhóm đất phi nông nghiệp là 8.081,23 ha; nhóm đất chưa sử dụng là 8.081,23 ha.

## Hành chính
Huyện Chương Mỹ có 30 đơn vị hành chính trực thuộc, bao gồm 2 thị trấn: Chúc Sơn (huyện lỵ), Xuân Mai và 28 xã: Đại Yên, Đông Phương Yên, Đông Sơn, Đồng Lạc, Hòa Phú, Hoàng Diệu, Hoàng Văn Thụ, Hồng Phú, Hợp Đồng, Hữu Văn, Lam Điền, Mỹ Lương, Nam Phương Tiến, Ngọc Hòa, Phú Nghĩa, Phụng Châu, Quảng Bị, Tân Tiến, Tiên Phương, Tốt Động, Thanh Bình, Thủy Xuân Tiên, Thụy Hương, Thượng Vực, Trần Phú, Trung Hòa, Trường Yên, Văn Võ.
| Danh sách các đơn vị hành chính trực thuộc huyện Chương Mỹ | Danh sách các đơn vị hành chính trực thuộc huyện Chương Mỹ | Danh sách các đơn vị hành chính trực thuộc huyện Chương Mỹ | |
| --- | ---------------------------------------------------------- | ---------------------------------------------------------- | --- |
| \| Tên \| Diện tích (nghìn km²) \| Dân số (người) \| Các thôn, xóm \| \| --------------------------------------------------- \| --------------------- \| -------------- \| --------------------------------------------------------------------------------------------------------------------------------------------------------------------------------------------------------------------------------------------------------- \| \| Thị trấn (2) \| \| \| \| \| Chúc Sơn \| 5,52 \| 9.254 (2005) \| Khu Bắc Sơn, Khu Bình Sơn, Khu Hòa Sơn, Khu Yên Sơn, Khu Ninh Kiều, Khu Tiên Sơn, Khu Xá Núi (xóm Xá hay khu Đình Xá), Khu Tràng An, Khu Giáp Ngọ (thôn Giáp Ngọ), Khu Ninh Sơn, Khu An Phú (thôn An Phú), Khu Xóm Chùa (xóm Chùa), Khu xóm Nội (xóm Nội) \| \| Xuân Mai \| \| \| Bùi Xá, Xuân Hà, Xuân Mai, Tiên Trượng, Đồng Vai, Tân Xuân, Tân Bình, Chiến Thắng, Tân Mai \| \| Xã (28) \| \| \| \| \| Đại Yên \| 4.36 \| 4703 \| xóm Nứa, xóm Làng, xóm Trại, xóm Đường, xóm Tiếu, xóm Dẫy, thôn Đoàn Kết, xóm Nội An, thôn Yên Khê \| \| Đông Phương Yên \| 6,46 \| 8573 \| Đồi 1, Đồi 2, Đồi 3, Lũng Vị, Yên Kiện, Đông Cựu, Tân Phương \| \| Đông Sơn \| 7,48 \| 8276 \| Lương Sơn, An Sơn, Gốt Thượng, Đông Cựu, Thanh Trì, Yên Kiện, Thôn Gốt, Thôn Đông, Quyết Hạ \| \| Đồng Lạc \| 5,11 \| 4520 \| Yên Lạc, Yên Sơn, Phượng Luật, Hội Triều, Thọ An \| \| Hòa Phú \| 3,37 \| 3.657 \| Lưu Xá, Phụ Chính, Lý Nhân, Yên Nhân, Mô Xá \| \| Hoàng Diệu \| 8,06 \| 8381 \| Cố Hiền, Cốc Thượng, Cốc Trung, Cốc Thượng \| \| Hoàng Văn Thụ \| 12,85 \| 9962 \| An Tiến, Công An, Đồi Ngai, Hòa Bình, Thuần Lương, Tiến Văn, Yên Trình, Văn Mỹ, Văn Phú, Văn Sơn \| \| Hồng Phú \| 3,98 \| 8271 \| Thôn Mới, Thôn Lễ Khê Thượng, Thôn Lễ Khê Trung; Thôn Lễ Khê Hạ, Thôn Yên Cốc, Thôn Trại Cốc, Thôn Hạ Dục, Thôn Thượng Phúc, Thôn Hoàng Xá, Thôn Hoà Xá \| \| Hợp Đồng \| \| \| Đồng Lệ, Đồng Du, Thái Hòa, Đạo Ngạn \| \| Hữu Văn \| 5,6 \| 7508 \| An Thuận 1, An Thuận 2, Quang Trung, Hoà Bình, Quyết Tiến, Đông Viên, Mỹ Thượng, Mỹ Hạ, Đồi Gò \| \| Lam Điền \| \| \| Lam Điền, Ứng Hòa, Duyên Ứng, Lương Xá, Đại Từ \| \| Mỹ Lương \| 7,24 \| 7.081 \| Mỹ Lương, Khôn Du Y \| \| Nam Phương Tiến \| 20,54 \| 8.289 \| Nhân Lý, Hạnh Bồ, Nam Hài, Hạnh Côn, Nam Sơn, Đồi Mít, Đông Nam, Đồi Miễu, Núi Bé \| \| Ngọc Hòa \| 5,87 \| 6.478 \| Chúc Lý \| \| Phú Nghĩa \| 8,26 \| 8.552 \| Khê Than, Nghĩa Hảo, Đồng Chữ, Quan Châm, Phú Hữu 1, Phú Hữu 2, Phú Vinh(xóm Thượng, xóm Hạ, xóm Gò Đậu, xóm Đầm Bung) \| \| Phụng Châu \| 6.91 \| 11.523 (2018) \| Khu Xóm Đồng, Khu Phượng Nghĩa, Khu Phương Bản, Khu Long Châu, \| \| Quảng Bị \| 7,5 \| 10.386 \| Thôn 1, 2, 5, Liên Hợp \| \| Tân Tiến \| 13,12 \| 8.591 \| Việt An, Đông Tiến, Gò Chè, Phương Hạnh, Tân Hội, Tiến Tiên \| \| Tiên Phương \| 3,19 \| 12.672 (2005) \| Cao Sơn, Quyết Tiến, Đồng Nanh, Tiên Lữ, Sơn Đồng \| \| Tốt Động \| 8.43 \| 13.000 \| Xóm Mát, Xóm Mới, Xóm Cả, Đầm Kênh \| \| Thanh Bình \| 5,32 \| 5.788 (1999) \| Trung Hoàn, Kim Nê \| \| Thủy Xuân Tiên \| 13,73 \| 12.651 \| Cầu Tiến, Tiến Ân, Tiên Trượng, Trí Thủy, xóm 4, Xuân Thủy, Xuân Trung, Xuân Sen, Xuân Linh, Gò Cáo, thôn Xuân Long \| \| Thụy Hương \| \| \| Chúc Đồng, Trung Tiến, Tân Mỹ, Tân An, Phú Bến, Phúc Cầu \| \| Thượng Vực \| 4,79 \| 5.728 (1999) \| An Mỹ, An Thượng, Đồng Luân, Trung Vực Ngoài, Trung Vực Trong \| \| Trần Phú \| 16,48 \| 7.556 \| Hồng Thái, Trung Tiến, Thướp, Nghè, Dương Kệ, Kỳ Viên, Hưng Thịnh, Tân Hội, Vôi Đá, Miếu Môn, Tân Lập, Đồng Ké \| \| Trung Hòa \| 6,62 \| 8.735 (1999) \| Chi Nê, Tinh Mỹ, Trung Cao \| \| Trường Yên \| 6,02 \| 9.130 (1999) \| Khu Trung Tâm, Nhật Tiến, Phù Yên, Yên Trường \| \| Văn Võ \| 4,69 \| 7.277 (1999) \| Thôn 1, Thôn 25, Thôn 68, Cấp Tiến, Cộng Hòa, Nguyễn Trãi, Tân Hợp, Văn La \| \| Nguồn: Niên giám thống kê tóm tắt 2017 (20/07/2018) \| \| \| \| |                                                            |                                                            | |
| Tên | Diện tích (nghìn km²)                                      | Dân số (người)                                             | Các thôn, xóm |
| Thị trấn (2) |                                                            |                                                            | |
| Chúc Sơn | 5,52                                                       | 9.254 (2005)                                               | Khu Bắc Sơn, Khu Bình Sơn, Khu Hòa Sơn, Khu Yên Sơn, Khu Ninh Kiều, Khu Tiên Sơn, Khu Xá Núi (xóm Xá hay khu Đình Xá), Khu Tràng An, Khu Giáp Ngọ (thôn Giáp Ngọ), Khu Ninh Sơn, Khu An Phú (thôn An Phú), Khu Xóm Chùa (xóm Chùa), Khu xóm Nội (xóm Nội) |
| Xuân Mai |                                                            |                                                            | Bùi Xá, Xuân Hà, Xuân Mai, Tiên Trượng, Đồng Vai, Tân Xuân, Tân Bình, Chiến Thắng, Tân Mai |
| Xã (28) |                                                            |                                                            | |
| Đại Yên | 4.36                                                       | 4703                                                       | xóm Nứa, xóm Làng, xóm Trại, xóm Đường, xóm Tiếu, xóm Dẫy, thôn Đoàn Kết, xóm Nội An, thôn Yên Khê |
| Đông Phương Yên | 6,46                                                       | 8573                                                       | Đồi 1, Đồi 2, Đồi 3, Lũng Vị, Yên Kiện, Đông Cựu, Tân Phương |
| Đông Sơn | 7,48                                                       | 8276                                                       | Lương Sơn, An Sơn, Gốt Thượng, Đông Cựu, Thanh Trì, Yên Kiện, Thôn Gốt, Thôn Đông, Quyết Hạ |
| Đồng Lạc | 5,11                                                       | 4520                                                       | Yên Lạc, Yên Sơn, Phượng Luật, Hội Triều, Thọ An |
| Hòa Phú | 3,37                                                       | 3.657                                                      | Lưu Xá, Phụ Chính, Lý Nhân, Yên Nhân, Mô Xá |
| Hoàng Diệu | 8,06                                                       | 8381                                                       | Cố Hiền, Cốc Thượng, Cốc Trung, Cốc Thượng |
| Hoàng Văn Thụ | 12,85                                                      | 9962                                                       | An Tiến, Công An, Đồi Ngai, Hòa Bình, Thuần Lương, Tiến Văn, Yên Trình, Văn Mỹ, Văn Phú, Văn Sơn |
| Hồng Phú | 3,98                                                       | 8271                                                       | Thôn Mới, Thôn Lễ Khê Thượng, Thôn Lễ Khê Trung; Thôn Lễ Khê Hạ, Thôn Yên Cốc, Thôn Trại Cốc, Thôn Hạ Dục, Thôn Thượng Phúc, Thôn Hoàng Xá, Thôn Hoà Xá                                                                                                   |
| Hợp Đồng |                                                            |                                                            | Đồng Lệ, Đồng Du, Thái Hòa, Đạo Ngạn |
| Hữu Văn | 5,6                                                        | 7508                                                       | An Thuận 1, An Thuận 2, Quang Trung, Hoà Bình, Quyết Tiến, Đông Viên, Mỹ Thượng, Mỹ Hạ, Đồi Gò |
| Lam Điền |                                                            |                                                            | Lam Điền, Ứng Hòa, Duyên Ứng, Lương Xá, Đại Từ |
| Mỹ Lương | 7,24                                                       | 7.081                                                      | Mỹ Lương, Khôn Du Y |
| Nam Phương Tiến | 20,54                                                      | 8.289                                                      | Nhân Lý, Hạnh Bồ, Nam Hài, Hạnh Côn, Nam Sơn, Đồi Mít, Đông Nam, Đồi Miễu, Núi Bé |
| Ngọc Hòa | 5,87                                                       | 6.478                                                      | Chúc Lý |
| Phú Nghĩa | 8,26                                                       | 8.552                                                      | Khê Than, Nghĩa Hảo, Đồng Chữ, Quan Châm, Phú Hữu 1, Phú Hữu 2, Phú Vinh(xóm Thượng, xóm Hạ, xóm Gò Đậu, xóm Đầm Bung) |
| Phụng Châu | 6.91                                                       | 11.523 (2018)                                              | Khu Xóm Đồng, Khu Phượng Nghĩa, Khu Phương Bản, Khu Long Châu, |
| Quảng Bị | 7,5                                                        | 10.386                                                     | Thôn 1, 2, 5, Liên Hợp |
| Tân Tiến | 13,12                                                      | 8.591                                                      | Việt An, Đông Tiến, Gò Chè, Phương Hạnh, Tân Hội, Tiến Tiên |
| Tiên Phương | 3,19                                                       | 12.672 (2005)                                              | Cao Sơn, Quyết Tiến, Đồng Nanh, Tiên Lữ, Sơn Đồng |
| Tốt Động | 8.43                                                       | 13.000                                                     | Xóm Mát, Xóm Mới, Xóm Cả, Đầm Kênh |
| Thanh Bình | 5,32                                                       | 5.788 (1999)                                               | Trung Hoàn, Kim Nê |
| Thủy Xuân Tiên | 13,73                                                      | 12.651                                                     | Cầu Tiến, Tiến Ân, Tiên Trượng, Trí Thủy, xóm 4, Xuân Thủy, Xuân Trung, Xuân Sen, Xuân Linh, Gò Cáo, thôn Xuân Long |
| Thụy Hương |                                                            |                                                            | Chúc Đồng, Trung Tiến, Tân Mỹ, Tân An, Phú Bến, Phúc Cầu |
| Thượng Vực | 4,79                                                       | 5.728 (1999)                                               | An Mỹ, An Thượng, Đồng Luân, Trung Vực Ngoài, Trung Vực Trong |
| Trần Phú | 16,48                                                      | 7.556                                                      | Hồng Thái, Trung Tiến, Thướp, Nghè, Dương Kệ, Kỳ Viên, Hưng Thịnh, Tân Hội, Vôi Đá, Miếu Môn, Tân Lập, Đồng Ké |
| Trung Hòa | 6,62                                                       | 8.735 (1999)                                               | Chi Nê, Tinh Mỹ, Trung Cao |
| Trường Yên | 6,02                                                       | 9.130 (1999)                                               | Khu Trung Tâm, Nhật Tiến, Phù Yên, Yên Trường |
| Văn Võ | 4,69                                                       | 7.277 (1999)                                               | Thôn 1, Thôn 25, Thôn 68, Cấp Tiến, Cộng Hòa, Nguyễn Trãi, Tân Hợp, Văn La |
| Nguồn: Niên giám thống kê tóm tắt 2017 (20/07/2018) |                                                            |                                                            | |

## Lịch sử

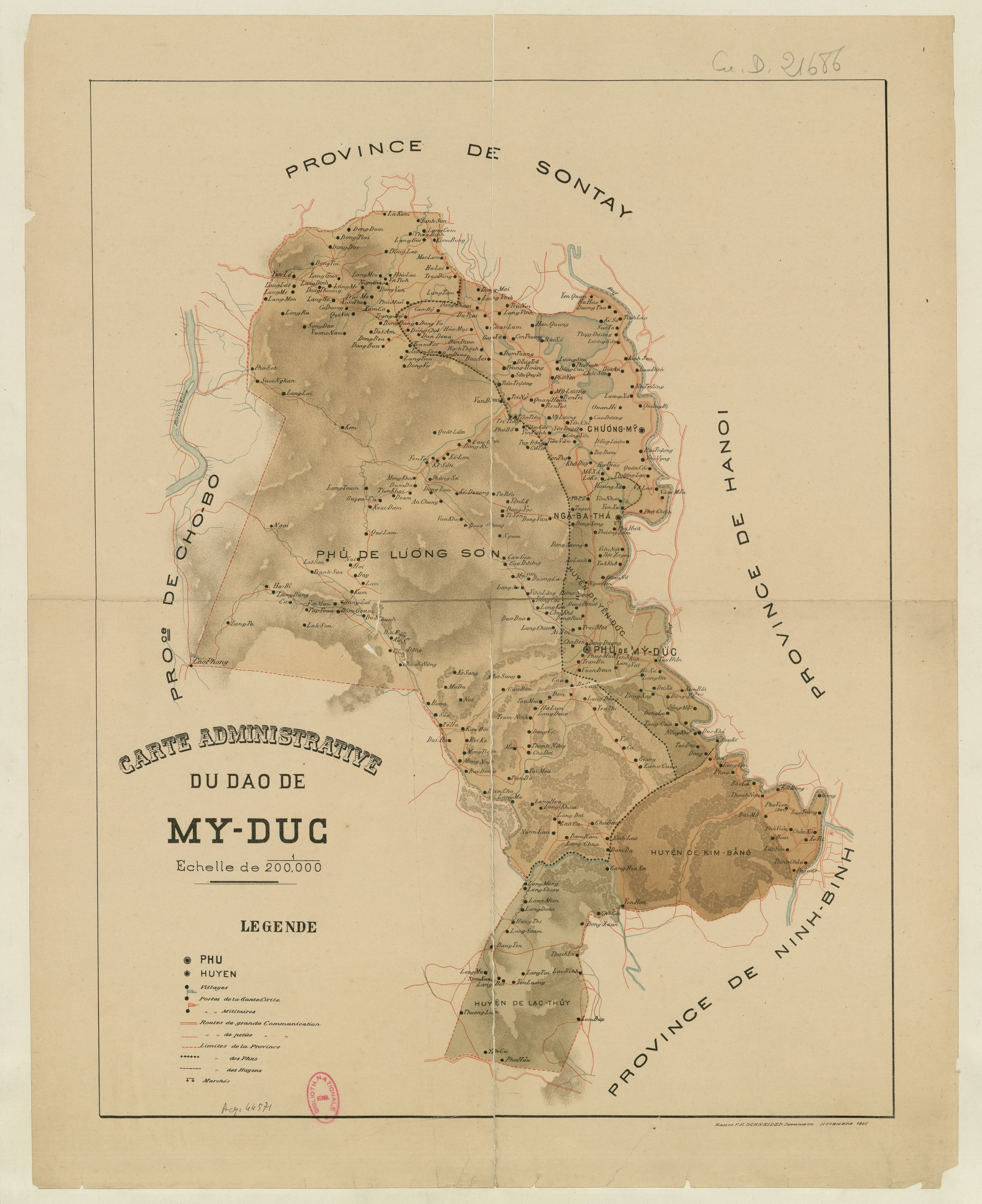
Bản đồ đạo Mỹ Đức năm 1891

Huyện Chương Mỹ nguyên xưa là phần đất của hai huyện Mỹ Lương, Yên Sơn thuộc phủ Quốc Oai, trấn Sơn Tây và huyện Chương Đức, thuộc phủ Ứng Thiên, trấn Sơn Nam Thượng.
Năm 1880, vua Tự Đức cho thành lập đạo Mỹ Đức, địa bàn gồm huyện Mỹ Lương thuộc phủ Quốc Oai, tỉnh Sơn Tây và hai huyện Chương Đức, Hoài An thuộc phủ Ứng Hòa, tỉnh Hà Nội. Đến năm Đồng Khánh thứ 3 (1888), đạo Mỹ Đức giải thể và đổi thành phủ Mỹ Đức thuộc tỉnh Hà Nội. Đồng thời, 4 tổng: Tuy Lai, Quảng Xá, Bột Xuyên, Vân Nội thuộc huyện Chương Đức và 4 tổng: Thái Bình, Phù Lưu Thượng, Phù Lưu Tế, Trinh Tiết thuộc huyện Hoài An hợp thành huyện Yên Đức, còn 3 tổng: Bài Trượng, Văn La, Quảng Bị thuộc huyện Chương Đức và 6 tổng: Lương Xá, Chúc Sơn, Cao Bộ, Dã Cát, Phương Hạnh và Yên Kiện thuộc huyện Mỹ Lương hợp thành huyện Chương Mỹ.
Năm 1890, Toàn quyền Đông Dương lại tách hai huyện Chương Mỹ và Yên Đức của tỉnh Hà Nội, phủ Lương Sơn và huyện Lạc Thủy thuộc tỉnh Chợ Bờ (Hòa Bình) để tái lập đạo Mỹ Đức. Tuy nhiên, một năm sau, Toàn quyền Đông Dương lại ra nghị định giải thể đạo Mỹ Đức, địa bàn nhập vào hai tỉnh Hà Nội và Hòa Bình như cũ.
Từ năm 1904, huyện Chương Mỹ và phủ Mỹ Đức thuộc tỉnh Hà Đông.
Ngày 21 tháng 4 năm 1965, huyện Chương Mỹ thuộc tỉnh Hà Tây và ngày 27 tháng 12 năm 1975, huyện Chương Mỹ thuộc tỉnh Hà Sơn Bình, gồm 31 xã: Đại Yên, Đồng Lạc, Đồng Phú, Đông Phương Yên, Đông Sơn, Hòa Chính, Hoàng Diệu, Hoàng Văn Thụ, Hồng Phong, Hợp Đồng, Hữu Văn, Lam Điền, Mỹ Lương, Nam Phương Tiến, Ngọc Hòa, Ngọc Sơn, Phú Nam An, Phú Nghĩa, Phụng Châu, Quảng Bị, Tân Tiến, Thanh Bình, Thượng Vực, Thụy Hương, Thủy Xuân Tiên, Tiên Phương, Tốt Động, Trần Phú, Trung Hòa, Trường Yên và Văn Võ.
Ngày 29 tháng 12 năm 1978, sáp nhập 2 xã: Tiên Phương và Phụng Châu vào thành phố Hà Nội, đến ngày 17 tháng 2 năm 1979 được đặt trực thuộc huyện Hoài Đức.
Ngày 27 tháng 3 năm 1984, thành lập thị trấn Xuân Mai trên cơ sở tách một phần diện tích và dân số của xã Thủy Xuân Tiên.
Ngày 26 tháng 12 năm 1990, thành lập thị trấn Chúc Sơn (thị trấn huyện lỵ của huyện Chương Mỹ) trên cơ sở một phần diện tích và dân số của 2 xã: Ngọc Sơn và Ngọc Hòa.
Ngày 12 tháng 8 năm 1991, huyện Chương Mỹ thuộc tỉnh Hà Tây vừa tái lập.
Ngày 23 tháng 6 năm 1994, chuyển 2 xã: Tiên Phương và Phụng Châu thuộc huyện Hoài Đức trở lại huyện Chương Mỹ quản lý.
Huyện Chương Mỹ có 32 đơn vị hành chính cấp xã, bao gồm 2 thị trấn: Chúc Sơn, Xuân Mai và 30 xã: Đông Phương Yên, Đông Sơn, Phú Nghĩa, Thuỷ Xuân Tiên, Thanh Bình, Trường Yên, Trung Hoà, Ngọc Hoà, Ngọc Sơn, Thuỵ Hương, Đại Yên, Nam Phương Tiến, Tân Tiến, Hoàng Văn Thụ, Tốt Động, Hợp Đồng, Lam Điền, Hoàng Diệu, Quảng Bị, Mỹ Lương, Hữu Văn, Trần Phú, Hồng Phong, Đồng Lạc, Thượng Vực, Đồng Phú, Văn Võ, Hoà Chính, Phú Nam An, Phụng Châu, Tiên Phương với 22.682 hécta diện tích tự nhiên và 242.574 nhân khẩu.
Ngày 2 tháng 3 năm 2005, Chính phủ ban hành Nghị định 23/2005/NĐ-CP. Theo đó:
- Sáp nhập toàn bộ 339,09 ha diện tích tự nhiên và 5.036 nhân khẩu của xã Ngọc Sơn vào thị trấn Chúc Sơn.
- Điều chỉnh 131 ha diện tích tự nhiên và 1.517 nhân khẩu của xã Phụng Châu, 2,97 ha diện tích tự nhiên và 140 nhân khẩu của xã Tiên Phương về thị trấn Chúc Sơn quản lý.

Ngày 1 tháng 8 năm 2008, tỉnh Hà Tây bị giải thể theo Nghị quyết của kỳ họp thứ ba Quốc hội khóa 12 ngày 29 tháng 5 năm 2008. Theo đó, huyện Chương Mỹ thuộc Hà Nội.
Ngày 1 tháng 1 năm 2025, sáp nhập hai xã Hòa Chính và Phú Nam An thành xã Hòa Phú; sáp nhập hai xã Đồng Phú và Hồng Phong thành xã Hồng Phú.
Huyện Chương Mỹ có 2 thị trấn và 28 xã như hiện nay.

## Dân cư
| 1999                                                                                | 2010    | 2015    | 2016    | 2017   | 2018    | 2019 | Đơn vị      |
| 76,5967                                                                             | 87,0673 | 92,2286 | 93,2507 | 94,286 | 95,3852 | 96,2 | triệu người |
| Nguồn: Niên giám thống kê 2018 Lưu trữ ngày 28 tháng 7 năm 2020 tại Wayback Machine |         |         |         |        |         |      |             |

## Đường phố
- Biên Giang
- Chùa Trầm
- Chúc Sơn
- Chương Đức
- Đồng Dâu
- Hòa Sơn
- Ngọc Sơn
- Ninh Kiều
- Phượng Bãi
- Yên Sơn

## Các địa điểm nổi tiếng
- Chùa Quảng Nghiêm
- Quần thể khu di tích Núi Trầm
- Chùa Trầm
- Chùa Hang
- Chùa Vô Vi
- Hồ Văn Sơn
- Nhà thờ Đại Ơn
- Làng cổ Trường Yên
- Trang Trại EcoGarden Thái Dương
- Đồi nhảy dù núi Đồi Bù
- Làng nghề mây tre đang Phú Vinh
- Rùa House Hill Top
- Bomoho Retreat - Đập Hồ Miễu

## Tôn giáo
Tôn giáo trên địa bàn huyện đa dạng nhưng chủ yếu tập trung là Phật giáo và Thiên Chúa giáo. Thống kê năm 1999, có đến 8% dân số theo Thiên Chúa giáo.
Các chùa lớn:
- Chùa Trăm Gian
- Chùa Trầm
- Chùa Hỏa Tinh
- Chùa Cao
- Chùa Thấp
- Chùa Sấu
- Chùa Thiên Sơn Tự
- Chùa Trung Tiến
- Chùa Hoa Nghiêm
- Chùa Khánh Đức
- Chùa Hữu Văn
- Chùa Hỏa Tinh
- Chùa Linh Thông
- Chùa Vô Vi
- Chùa Duyên Ứng
- Chùa Hữu Văn
- Chùa Xuân Mai
- Chùa Phúc Đông
- Chùa Trần Bắc Phương

Các nhà thờ lớn:
- Nhà thờ Đại Ơn
- Nhà thờ Phượng Đồng
- Nhà thờ Lưu Xá
- Nhà thờ Đầm Mơ
- Nhà thờ Thượng Lao
- Nhà thờ Tân Hội
- Nhà thờ Yên Kiện
- Nhà thờ Cao Sơn
- Nhà thờ Đồng Nanh
- Nhà thờ Ngọc Giả
- Nhà thờ Mỹ Thượng
- Nhà thờ Chúc Lý

## Văn hóa
Huyện có nhiều đình, chùa, đền, miếu... phong cảnh tuyệt đẹp như: chùa Trăm gian, chùa Trầm, chùa Hỏa Tinh, chùa Cao, chùa Thấp, chùa Sấu (Sùng Nghiêm Tự), đình Yên Khê, chùa Nghiêm Kính Tự, chùa Trấn Bắc Phương (thuộc thôn Yên Khê, xã Đại Yên), đình Yên Duyệt, đình Tốt Động, đình Nội, đình Xá, đình Ninh Sơn, đình Ba (thôn Lễ Khê), chùa Khâu Lăng (xã Hồng Phú), chùa Thiên Sơn Tự (thôn Trung Hoàng, xã Thanh Bình). Đình Trung Tiến, đình Nghè, đình Thướp, đình Hồng Thái, đình Kỳ Viên, chùa Trung Tiến (thuộc xã Trần Phú)... hầu hết đều tập trung quanh thị trấn Chúc Sơn.
Các đình, chùa đều mở hội vào dịp đầu xuân (tháng 1, tháng 2 âm lịch).

## Kinh tế

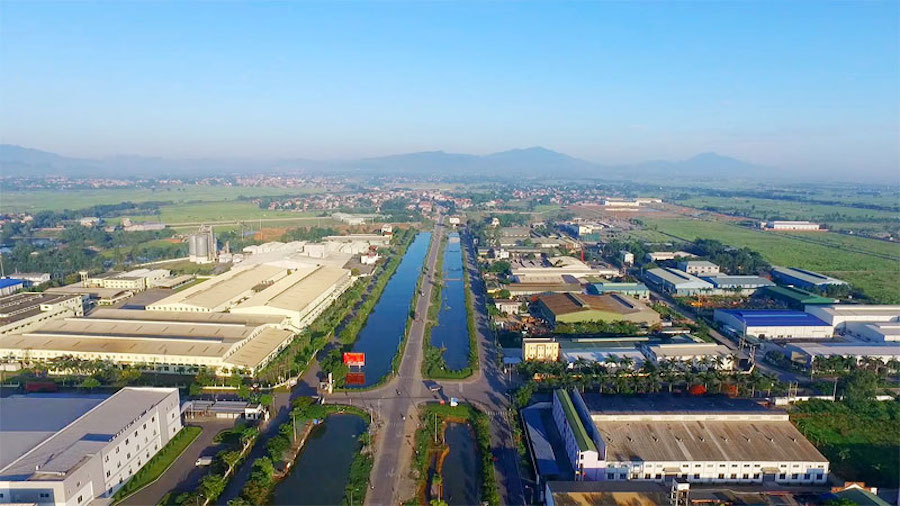
Không ảnh KCN Phú Nghĩa

Nền kinh tế của Chương Mỹ đang từng bước chuyển từ nền kinh tế nông nghiệp sang nền kinh tế công nghiệp, tiểu thủ công nghiệp, dịch vụ và du lịch. Hiện nay trên địa bàn có rất nhiều khu, cụm, điểm công nghiệp đã, đang hình thành và đi vào hoạt động như: KCN Phú Nghĩa, Nam Tiến Xuân, Cụm CN Ngọc Sơn, Đồng Đế, Đồng Sen... thu hút hàng trăm doanh nghiệp trong và ngoài nước tới đầu tư mang lại nguồn thu lớn cho địa phương, giải quyết công ăn việc làm cho hàng nghìn lao động, cũng như một số khu đô thị sinh thái đang được đầu tư xây dựng như Lộc Ninh Singashine (Chúc Sơn), khu đô thị Làng Thời Đại (Xuân Mai)... Bên cạnh đó các khu nghỉ dưỡng, sân Goft,... cũng mọc lên từ đó thu hút một lượng lớn các khách du lịch từ khắp các tỉnh thành trên cả nước về đây hứa hẹn một tiềm năng phát triển ngành du lịch lớn cho huyện nói riêng và Hà Nội nói chung.

## Giáo dục

### Các trường Đại học và Cao đẳng
- Đại học Sư phạm Thể dục Thể thao
- Đại học Lâm Nghiệp
- Trường Sĩ quan Đặc công
- Trường Cao đẳng Cảnh sát Nhân Dân 1
- Trường Cao đẳng Nông nghiệp và Phát triển Nông thôn Bắc bộ
- Trường Cao đẳng Cộng đồng Hà Tây
- Trường Trung cấp nghề tổng hợp

### Các trường Trung học Phổ thông
- THPT Chương Mỹ A, Chúc Sơn
- THPT Chương Mỹ B
- THPT Xuân Mai, Xuân Mai
- THPT Đặng Tiến Đông, Đại Yên
- THPT Chúc Động, Chúc Động
- THPT Trần Đại Nghĩa, Phụng Châu
- THPT Ngô Sĩ Liên, Chúc Sơn
- THPT Lâm Nghiệp (trực thuộc Đại học Lâm nghiệp), Xuân Mai
- Trung tâm GDTX Chương Mỹ
- THPT Nguyễn Văn Trỗi, Hữu Văn

### Các Trường Trung học Cơ sở
- THCS Xuân Mai A
- THCS Xuân Mai B
- THCS Văn Võ
- THCS TT Chúc Sơn
- THCS Trường Yên
- THCS Trung Hòa
- THCS Trần Phú
- THCS Tốt Động
- THCS Tiên Phương
- THCS Thủy Xuân Tiên
- THCS Thụy Hương
- THCS Thượng Vực
- THCS Thanh Bình
- THCS Tân Tiến
- THCS Quảng Bị
- THCS Phụng Châu
- THCS Phú Nghĩa
- THCS Phú Nam An
- THCS Ngô Sĩ Liên
- THCS Nam Phương Tiến A
- THCS Nam Phương Tiến B
- THCS Mỹ Lương
- THCS Lam Điền
- THCS Hữu Văn
- THCS Hợp Đồng
- THCS Hồng Phong
- THCS Hoàng Văn Thụ
- THCS Hoàng Diệu
- THCS Hòa Chính
- THCS Đông Sơn
- THCS Đông Phương Yên
- THCS Đồng Phú
- THCS Đại Yên
- THCS Bê Tông
- THCS Đồng Lạc

### Các trường Tiểu học
- TH Xuân Mai A
- TH Xuân Mai B
- TH Trường Yên
- TH Trung Hòa
- TH Trần Phú A
- TH Trần Phú B
- TH Tốt Động
- TH Tiên Phương
- TH Thủy Xuân Tiến
- TH Thụy Hươnga
- TH Thượng Vực
- TH Thanh Bình
- TH Tân Tiến
- TH Quảng Bị
- TH Phụng Châu
- TH Phú Nghĩa
- TH Phú Nam An
- TH Ngọc Hòa
- TH Nam Phương Tiến A
- TH Nam Phương Tiến B
- TH Mỹ Lương
- TH Lương Mỹ A
- TH Lam ĐIền
- TH Hữu Văn
- TH Hợp Đồng
- TH Hồng Phong
- TH Hoàng Văn Thụ
- TH Hoàng Diệu
- TH Hòa Chính
- TH Đông Sơn
- TH Đông Phương Yên
- TH Đông Phú
- TH Đồng Lạc
- TH Đại Yên
- TH Chúc Sơn A
- TH Chúc Sơn B
- TH Bê Tông

## Di tích lịch sử

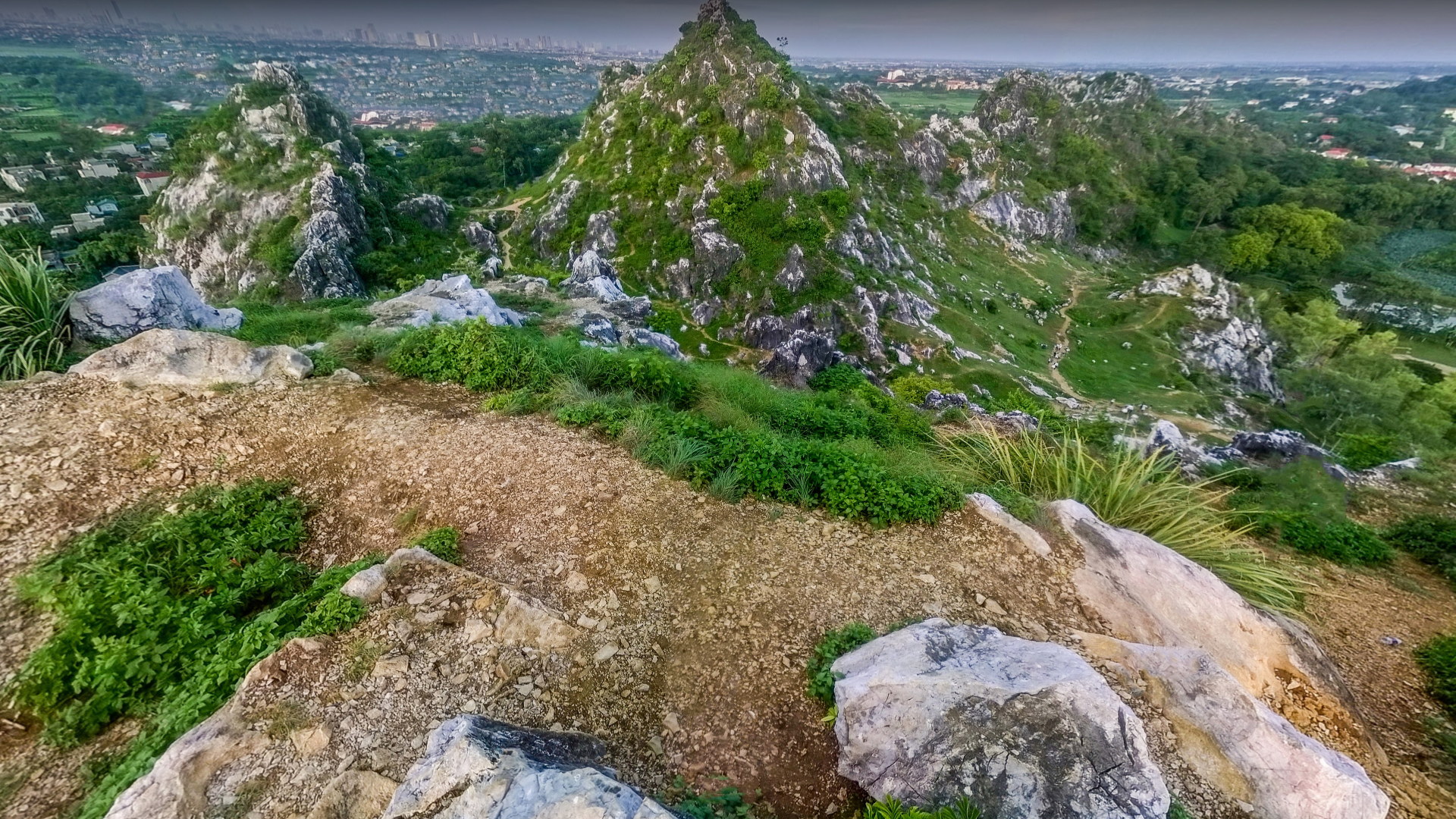
Núi Trầm thuộc địa bàn Phụng Châu

- Đình Phương Bản ở Phụng Châu, Chương Mỹ Hà Nội Thờ 2 vị tướng nhà Đinh là Uy Sơn đại vương và Ngọ Tân đại vương. Hai ông là người làng Phương Bản từng chiêu mộ binh sĩ theo giúp vua Đinh Tiên Hoàng dẹp loạn 12 sứ quân.
- Chùa Trăm Gian (Hà Nội): là một ngôi chùa nằm trên một quả đồi cao khoảng 50 m, ở thôn Tiên Lữ, xã Tiên Phương, huyện Chương Mỹ, Hà Nội. Chùa được lập từ đời Lý Cao Tông nhà Lý, niên hiệu Trinh Phù thứ 10, 1185. Đến thời nhà Trần, có hòa thượng Bình An, quê ở Bối Khê tu ở đây, tương truyền là người có nhiều phép lạ. Sau khi ông mất, dân làng xây tháp để giữ gìn hài cốt và tôn gọi là Đức Thánh Bối.
- Đình Tiến Ân ở Thủy Xuân Tiên, Chương Mỹ[13] Hà Nội.Đình Tiến Ân thờ Đặng Đống Thính và em trai Đặng Chiêu Pháp có công đánh dẹp 12 sứ quân, đặc biệt là trận đánh sứ quân Đỗ Cảnh Thạc ở đồn Bảo Đà.
- Đình Yên Nhân ở Hòa Phú, Chương Mỹ Hà Nội Thờ Hồ Thông là người văn võ toàn tài, thông minh, trí tuệ được phong làm chỉ huy phó sứ thời vua Đinh Tiên Hoàng.
- Chùa Vô Vi ở Phụng Châu, Chương Mỹ: Vào thế kỷ thứ X, một trong những thủ lĩnh của 12 sứ quân đến đây mai danh ẩn tích tại núi Trầm rồi dựng lên ngôi chùa Vô Vi. Thời Tiền Lê, chùa xây dựng ở chân núi có tên gọi là Phúc Trù tự. Thời Trần chùa được xây dựng ở lưng núi gọi là Trai Tinh tự. Thời Hậu Lê, niên hiệu Hồng Thuận 6 (1514) chùa dời lên gần đỉnh núi như ngày nay, đổi lại tên như thời Đinh là Vô Vi tự.
- Bia Đài phát thanh tiếng nói Việt Nam (VOV): Nơi Chủ tịch Hồ Chí Minh phát đi Lời kêu gọi toàn quốc kháng chiến. Thăm chùa Trầm nhớ Bác

## Làng nghề
Sự phát triển của các làng nghề đã góp phần thay đổi diện mạo của Chương Mỹ theo hướng công nghiệp hóa, hiện đại hóa. Làng nghề tại huyện Chương Mỹ chủ yếu là mây tre đan. Các làng nghề mây tre đan ở Chương Mỹ được coi là một trong những cụm làng nghề lớn nhất thành phố Hà Nội. Huyện có 27 làng nghề làm mây tre đan và mây tre giang đan xuất khẩu, trong tổng số 36 làng nghề đã được công nhận làng nghề tập trung chủ yếu ở vùng chậm lũ và 97 làng có nghề, làng nghề mới. Trong số đó có rất nhiều làng nghề, làng có nghề nhóm mây tre giang đan đã bị mai một hoàn toàn và dần mai một. Các sản phẩm mây tre đan truyền thống chủ yếu được sản xuất tập trung ở các xã Phú Nghĩa, Trường Yên, Đông Sơn, Đông Phương Yên, Trung Hòa... Các làng nghề truyền thống còn lại gồm nghề nón lá có 5 làng có nghề tập trung ở các xã Văn Võ, Đông Phương Yên, Đồng Phú, Tiên Phương, Phú Vinh trong đó có 1 làng được công nhận làng nghề; nghề mộc, điêu khắc có 4 làng; nghề thêu 1 làng; chế biến nông sản 1 làng, điêu khắc đá 1 làng.

### Mây tre đan
Làng nghề mây tre đan điển hình nhất trong số nhiều làng nghề mây tre đan của huyện là thôn Phú Nghĩa và các khu vực lân cận nghề mây tre đan rất phát triển. Hàng tháng, lượng xuất khẩu các sản phẩm từ mây tre đan xuất khẩu đi nước ngoài, cụ thể là Trung Quốc đã đóng góp con số lớn cho ngành thủ công nghiệp của huyện. Hiện nay huyện có 27 làng nghề mây tre giang đan truyền thống đã được thành phố công nhận phân bố tại 12 xã là Phú Nghĩa, Đông Phương Yên, Đông Sơn, Hồng Phú, Tiên Phương, Trường Yên, Hòa Phú, Hoàng Diệu, Nam Phương Tiến, Lam Điền, Hợp Đồng và Trung Hòa. Ngoài ra, còn có nhiều làng có nghề mây tre giang đan khác.

### Mộc điêu khắc
- Mộc dân dụng, điêu khắc Phù Yên (Trường Yên)
- Mộc dân dụng và điêu khắc Tân Mỹ (Thụy Hương)
- Mộc điêu khắc Phụ Chính (Hòa Phú)
- Mộc dân dụng, điêu khắc và dựng nhà cổ thôn Phúc Cầu (Thụy Hương).

### Nón lá
- Làng nghề nón mũ lá thôn Văn La (Văn Võ)
- Có nghề làm nón thôn Phú Hữu (Phú Nghĩa).

### Thêu ren
- Làng nghề thêu ren thôn Yên Cốc (Hồng Phú)

### Chế biến nông sản, thực phẩm
- Làng nghề chế biến nông sản và thực phẩm thôn Chi Nê (Trung Hòa).

### Điêu khắc đá
- Làng nghề điêu khắc đá Long Châu (Phụng Châu).

## Danh nhân
| Họ Tên                      | Năm sinh - mất | Quê quán    | Chức vụ                                                                                        | Ghi chú                    |
| --------------------------- | -------------- | ----------- | ---------------------------------------------------------------------------------------------- | -------------------------- |
| Hạ Ngọc Chúc                | 1479           | Chúc Sơn    | đỗ Hoàng Giáp và làm quan Hàn lâm viện hiệu lý.                                                |                            |
| Nguyễn Đình Tứ              | 1750           | Lam Điền    | thi đỗ Tiến sĩ và làm giám thí trường Nghệ An.                                                 |                            |
| Lê Hiếu Trung               |                | Trung Hòa   | thi đỗ Tiến sĩ và làm quan tư nghiệp Quốc Tử Giám.                                             |                            |
| Ngô Cung                    | 1557           | Trung Hòa   | thi đỗ Hoàng giáp và làm quan đến Đông các đại học sĩ, tước nam.                               |                            |
| Ngô Khuê                    | 1633           | Trung Hòa   | thi đỗ Thám hoa và làm quan đến Bồi tụng, được cử đi sứ nhà Thanh.                             |                            |
| Ngô Câu                     | 1638           | Trung Hòa   | thi đỗ Tiến sĩ.và làm quan đến tham chính, được cử đi sứ nhà Thanh.                            |                            |
| Nguyễn Nhuận                | 1607           | Trung Hòa   | thi đỗ Tiến sĩ và làm quan đến Lại bộ tả thị lang, được cử làm chánh sứ sang nhà Thanh.        |                            |
| Nguyễn Quốc Bảo             | 1680           | Trung Hòa   | thi đỗ Tiến sĩ và làm quan đến Hiệu thảo ở Viện hàn lâm.                                       |                            |
| Nguyễn Hy Tái               |                | Trung Hòa   | thi đỗ Tiến sĩ và làm quan đến Thăm chính, tước bá.                                            |                            |
| Cụ Nguyễn Đăng              | Nhà Nguyễn     | Tốt Động    | Thi đỗ Hương cổng ( tức cử nhân), làm Tri phủ Mỹ Lương, Lương Sơn, Chương Mỹ                   |                            |
| Trần Khải                   | 1441           | Trung Hòa   | thi đỗ Hoàng giáp và làm quan đến chức Đại lý tự khanh, tước Lễ giáo hầu.                      |                            |
| Trần Phỉ                    | 1479-1554      | Trung Hòa   | thi đỗ Thám hoa và làm quan đến Thượng thư bộ lại, Thiếu sư, tước Lại Quận công.               |                            |
| Trần Phủ                    | 1581           | Trung Hòa   | thi đỗ Tiến sĩ và làm quan đến Giám sát ngự sử.                                                |                            |
| Nguyễn Đạt                  | 1531           | Thanh Bình  | thi đỗ Tiến sĩ và làm quan đến chức Thượng thư.                                                |                            |
| Hoàng Thông                 | 1509           | Hòa Phú     | thi đỗ Tiến sĩ và làm đến Giám sát ngự sử.                                                     |                            |
| Bùi Hựu                     |                | Lam Điền    | thi đỗ Tiến sĩ và làm quan đến Thị lang, cử đi sứ nhà Minh.                                    |                            |
| Bùi Phúc                    |                | Lam Điền    | thi đỗ Hoàng giáp và làm quân đến Quốc sử viện đồng tu sử.                                     |                            |
| Bùi Vĩnh Phu                |                | Liên Trì    | thi đỗ Hoàng giáp và làm quan đến Học sĩ viện hàn lâm.                                         |                            |
| Đặng Đình Tướng             | 1649-1735      | Lam Điền    | thi đỗ Tiến sĩ và làm quan đến chức Lại bổ tả thị lang, được cử đi sứ nhà Thanh.               |                            |
| Trịnh Huy Quỳnh             |                | Trung Hòa   | thi đỗ Phó bảng.                                                                               |                            |
| Lê Trí Trạch                | 1600           | Hòa Phú     | thi đỗ Tiến sĩ và làm quan đến Cấp sự trung.                                                   |                            |
| Đào Tuấn                    | 1419           | Sùng Sơn    | thi đỗ Tiến sĩ và làm quan Thượng thư bộ binh.                                                 |                            |
| Đặng Lộ                     |                |             | Nhà thiên văn học.                                                                             |                            |
| Nguyễn Điện                 |                |             | thi đỗ Tiến sĩ và làm quan đến Tự Khanh.                                                       |                            |
| Đặng Huấn                   | -1583          |             | Đại thần nhà Lê Trung Hưng. Nghĩa quận công.                                                   |                            |
| Đặng Tiến Đông              | Nhà Lê - Trịnh | Lam Điền    | Vệ Quốc Thượng tướng Quân                                                                      |                            |
| Lê Ngô Cát                  | 1827           | Thụy Hương  | thi đỗ cử nhân và làm ở Quốc sử quán.                                                          |                            |
| Dương Phương Lan            | Nhà Ngô        | Hòa Phú     | Hoàng hậu vua Ngô Quyền                                                                        |                            |
| Ngô Sĩ Liên                 | Nhà Lê Sơ      | Ngọc Hòa    | Sử gia                                                                                         |                            |
| Đặng Ma La                  | 1234-1285      | Tốt Động    | Thám hoa đầu tiên của nước Đại Việt                                                            |                            |
| Nguyễn Xuân Mậu             | 1922           | Trường Yên  | Phó Chủ nhiệm Ủy ban kiểm tra Đảng ủy Quân sự Trung ương                                       | Tên thật là Nguyễn Xuân Kế |
| Nguyễn Anh Đệ               | 1925-1985      | Tiên Phương | Trung tướng, Tư lệnh Đặc khu Quảng Ninh                                                        |                            |
| Lê Ngọc Hoàn                | 1937           |             | Bộ trưởng Bộ Giao thông.                                                                       |                            |
| Trịnh Mai                   | 1933-2009      | Trường Yên  | Nghệ sĩ Ưu tú                                                                                  |                            |
| Tào Hữu Phùng               | 1941-2007      | Thụy Hương  | Giáo sư, Tiến sĩ. Phó chủ nhiệm Ủy ban kinh tế và ngân sách Quốc Hội, Thứ trưởng bộ Tài chính. |                            |
| Đặng Đình Áng               | 1926           | Thụy Hương  | Giáo sư. Tiến sĩ. Chủ tịch hội toán học Sài Gòn.                                               |                            |
| Thiếu tướng Đỗ Công Mùi     | (1942-2014).   | Tốt Động.   | Phó Tư lệnh quân khu 3,phó chủ tịch hội CCB Việt Nam.                                          |                            |
| Thiếu tướng Nguyễn Văn Hùng | 1968           | Tốt Động    | Chính ủy quân đoàn 1. Chính ủy học viện hậu cần.                                               |                            |
| Đặng Thái Sơn               | 1958           | Thụy Hương  | Nhạc sĩ dương cầm.                                                                             |                            |
| Tạ Duy Anh                  | 1959           | Hoàng Diệu  | Nhà văn                                                                                        |                            |
| Nguyễn Ngọc Quân            | 12/11/1981     | Phụng Châu  | Cầu thủ bóng đá CLB Hà Sơn Bình                                                                |                            |
| Nguyễn Gia Trí              | 1908-1993      | Trường Yên  | Họa sĩ                                                                                         |                            |
| Nguyễn Bắc Son              | 1953           | Chúc Sơn    | Bộ trưởng Bộ Thông tin và Truyền thông.                                                        |                            |
|                             |                |             |                                                                                                |                            |
| Lê Anh Tuấn                 | 16/11/1965     |             | Thứ trưởng Bộ Giao thông.                                                                      |                            |

## Hạ tầng
Hiện nay, Chương Mỹ là điểm đến của nhiều nhà đầu tư lớn, trong đó đã có nhiều dự án lớn xuất hiện, các khu đô thị, khu công nghiệp, trung tâm mua sắm, khu nghỉ dưỡng, sân Golf, các trường Đại học...

### Khu đô thị
- Khu đô thị The Spring Town Xuân Mai, Xuân Mai
- Khu đô thị thông minh Xuân Mai (Xuan Mai Smart City)
- Khu đô thị Lộc Ninh Singashine, Chúc Sơn
- Khu đô thị Dreamhouse Phụng Châu 8
- Khu đô thị Dreamhouse Phụng Châu 12
- Khu đô thị sinh thái Chúc Sơn (Chuc Son Eco Town)
- Khu đô thị khu đô thị Làng Thời Đại, Xuân Mai

### Đường bộ
Chương Mỹ có đường Hồ Chí Minh, quốc lộ 21A, quốc lộ 6 với 8 làn đường riêng biệt, mỗi làn rộng 4m, nhiều đường đô thị trong toàn thể hệ thống đô thị. Bên cạnh đó, các dự án đường bộ kết nối Chương Mỹ với các vùng trung tâm Hà Nội đang được triển khai như đường Tố Hữu kéo dài, đường Tôn Thất Tùng kéo dài .
Hiện nay, huyện Chương Mỹ đang được triển khai xây dựng các tuyến đường như Hà Đông - Xuân Mai (đoạn ngoài đường Vành đai 4), khu đô thị sinh thái Chúc Sơn (Chuc Son Eco Town), khu đô thị nhân tạo Xuân Mai.

### Sân bay
Sân bay Miếu Môn thuộc địa bàn ba xã Trần Phú, Mỹ Lương và Đồng Lạc.

### Đường sắt trên cao
Trong tương lai, về định hướng phát triển vận tải đường sắt, Chính phủ đã phê duyệt quy hoạch kéo dài tuyến đường sắt đô thị 2A Hà Nội (tuyến Cát Linh - Hà Đông) đến Xuân Mai với chiều dài khoảng 20 km.

### Hệ thống xe buýt
Các tuyến xe buýt đi qua và đi từ địa bàn huyện Chương Mỹ: 37 (Bến xe Giáp Bát - Chương Mỹ), 57 (Nam Thăng Long - Phú Nghĩa), 72 (Bến xe Yên Nghĩa - Xuân Mai), 87 (Bến xe Mỹ Đình - Quốc Oai - Xuân Mai), 88 (Bến xe Mỹ Đình - Hòa Lạc - Xuân Mai), 102 (Bến xe Yên Nghĩa - Vân Đình), 114 (Bến xe Yên Nghĩa - Miếu Môn), 115 (Vân Đình - Xuân Mai), 116 (Yên Trung (Thạch Thất) - Phú Nghĩa), 124 (Bến xe Yên Nghĩa - Chúc Sơn - Kim Bài), 163 (Bến xe Yên Nghĩa - Hoài Đức).
Chương Mỹ cách BX Yên Nghĩa 5 km về phía Tây.
Mật độ các xã được tiếp cận hệ thống xe buýt công cộng cao. Đến năm 2021 đã có hơn 13 tuyến xe buýt hoạt động đi ngang qua. Trên địa bàn có nhiều tuyến phương tiện trong đó có mạng lưới xe buýt dày đặc phục vụ di chuyển của người dân đến các khu di tích, danh lam thắng cảnh lớn.

#### Điểm đầu cuối và trung chuyển:
- Chương Mỹ (37)
- KCN Phú Nghĩa (57)
- Xuân Mai (87, 88, 115)

#### Các tuyến xe buýt hoạt động:
| Tuyến xe buýt                                    | Ghi chú                                                        | Lộ trình |
| ------------------------------------------------ | -------------------------------------------------------------- | --- |
| 37(Bến xe Giáp Bát - Chương Mỹ)                  |                                                                | Chiều đi: Bến xe Giáp Bát - Giải Phóng - Kim Đồng - quay đầu tại phố Kim Đồng - Giải Phóng - đường Hoàng Liệt - KĐT Linh Đàm - Nguyễn Duy Trinh - Nguyễn Hữu Thọ - Cầu Dậu - Kim Giang - Đường Cầu Bươu - Viện 103 - Phùng Hưng (Hà Đông) - Cầu Đen - Tô Hiệu - Quang Trung (Hà Đông) - Ba La - Quốc Lộ 6 - Yên Nghĩa - Đồng Mai - Cầu Mai Lĩnh - Biên Giang - Chương Mỹ Chiều về: Chương Mỹ - Biên Giang - Cầu Mai Lĩnh - Đồng Mai - Yên Nghĩa - Quốc lộ 6 - Ba La - Quang Trung (Hà Đông) - Tô Hiệu - Cầu Đen - Phùng Hưng (Hà Đông) - Viện 103 - Đường Cầu Bươu - Kim Giang - Cầu Dậu - Nguyễn Hữu Thọ - Nguyễn Duy Trinh - Khu đô thị Linh Đàm - đường Hoàng Liệt - Ngọc Hồi - Quay đầu tại cty ABB - Ngọc Hồi - Giải Phóng - Bến xe Giáp Bát                                          |
| 57(Nam Thăng Long - KCN Phú Nghĩa)               |                                                                | Chiều đi: Khu đô thị Mỹ Đình II - Nguyễn Cơ Thạch - Hồ Tùng Mậu - Quốc lộ 32 - Ngã tư Xuân Phương - Cầu vượt TL 70 - Tây Mỗ - Ngọc Trục(Đường 70) -Vạn Phúc - Chu Văn An (Hà Đông) - Quang Trung (Hà Đông) - Ba La - Quốc Lộ 6 - Yên Nghĩa - Đồng Mai - Cầu Mai Lĩnh - Biên Giang - Chúc Sơn - Khu công nghiệp Phú Nghĩa Chiều về: Khu công nghiệp Phú Nghĩa (đường nội bộ KCN Phú Nghĩa) - Chúc Sơn - Biên Giang - Cầu Mai Lĩnh - Đồng Mai - Quốc Lộ 6 -Yên Nghĩa - Ba La - Quang Trung (Hà Đông) - Vạn Phúc - Đại Mỗ - Tây Mỗ -Xuân Phương - Ngã tư Xuân Phương - Quốc lộ 32 - Hồ Tùng Mậu - Nguyễn Cơ Thạch - Khu đô thị Mỹ Đình II |
| 72(Bến xe Yên Nghĩa - Xuân Mai)                  |                                                                | Chiều đi: Yên Nghĩa - Biên Giang - Quốc Lộ 6 Chiều về: Quốc Lộ 6 - Biên Giang - Yên Nghĩa |
| 87(Bến xe Mỹ Đình - Quốc Oai - Xuân Mai)         |                                                                | Chiều đi: Bến xe Mỹ Đình - Phạm Hùng - Đại lộ Thăng Long (làn đường gom) - Cầu vượt Hoàng Xá (thị trấn Quốc Oai) - Quốc Oai - Thạch Thán - Tỉnh lộ 421B - Quốc lộ 6 - Xuân Mai Chiều về: Xuân Mai - Quốc lộ 6 - Tỉnh lộ 421B - Thạch Thán - Quốc Oai - Đại lộ Thăng Long (làn đường gom) - Phạm Hùng - Quay đầu tại ngã 4 Phạm Hùng, Tôn Thất Thuyết - Phạm Hùng - Bến xe Mỹ Đình |
| 88(Bến xe Mỹ Đình - Hòa Lạc - Xuân Mai)          |                                                                | Chiều đi: Bến xe Mỹ Đình - Phạm Hùng - Mễ Trì - Lê Quang Đạo - Đại lộ Thăng Long (làn đường gom) - Khu CNC Hòa Lạc - Khu GD&ĐT Hòa Lạc - Quốc lộ 21B - đường Hồ Chí Minh - Xuân Mai Chiều về: Xuân Mai - đường Hồ Chí Minh - Quốc lộ 21B - Khu GD&ĐT Hòa Lạc - Khu CNC Hòa Lac - Đại lộ Thăng Long (làn đường gom) - Lê Quang Đạo - Mễ Trì - Phạm Hùng - Quay đầu tại ngã 4 Phạm Hùng, Tôn Thất Thuyết - Phạm Hùng - Bến xe Mỹ Đình |
| 102(Bến xe Yên Nghĩa - Vân Đình)                 |                                                                | Chiều đi: Bến xe Yên Nghĩa - Quang Trung (Hà Đông) - Cầu Mai Lĩnh - Biên Giang (Hà Đông) - Quốc lộ 6 - Thị Trấn Chúc Sơn - Bắc Sơn - Hòa Sơn - Yên Sơn - Tỉnh lộ 419 - Cầu Hạ Dục - Đường Phúc Lâm, Hạ Dục - Tỉnh lộ 429 - Cầu Ba Thá - Tỉnh lộ 429B - Cầu Lão - Quốc lộ 21B - Lê Lợi (Vân Đình) - Vân Đình Chiều về: Vân Đình - Lê Lợi (Vân Đình) - Quốc lộ 21B - Cầu Lão - Tỉnh lộ 429B - Tỉnh lộ 429 - Cầu Ba Thá - Tỉnh lộ 429 - Đường Phúc Lâm, Hạ Dục - Cầu Hạ Dục - Tỉnh lộ 419 - Thị trấn Chúc Sơn - Yên Sơn - Hòa Sơn - Bắc Sơn - Quốc lộ 6 - Biên Giang (Hà Đông) - Cầu Mai Lĩnh - Quang Trung (Hà Đông) - Bến xe Yên Nghĩa |
| 114(Bến xe Yên Nghĩa - Miếu Môn)                 |                                                                | Chiều đi: Bến xe Yên Nghĩa - Quang Trung (Hà Đông) - Cầu Mai Lĩnh - Biên Giang (Hà Đông) - Quốc lộ 6 - Thị Trấn Chúc Sơn - Bắc Sơn - Hòa Sơn - Yên Sơn - ... - Miếu Môn Chiều về: Miếu Môn - ... - Thị trấn Chúc Sơn - Yên Sơn - Hòa Sơn - Bắc Sơn - Quốc lộ 6 - Biên Giang (Hà Đông) - Cầu Mai Lĩnh - Quang Trung (Hà Đông) - Bến xe Yên Nghĩa |
| 115 (Thị trấn Vân Đình - Xuân Mai)               |                                                                | Chiều đi: Xuân Mai (Trường Cao đẳng Cộng đồng Hà Tây) - Đường Hồ Chí Minh - Miếu Môn - Tỉnh lộ 429 - Cầu Ba Thá - Tỉnh lộ 419 - Tỉnh lộ 429B - Ngã 4 phố Vác - Quốc lộ 21B - Lê Lợi (Vân Đình) - Vân Đình (Trung tâm Thương mại thị trấn Vân Đình) Chiều về: Vân Đình (Trung tâm Thương mại thị trấn Vân Đình) - Lê Lợi (Vân Đình) - Quốc lộ 21B - Ngã 4 phố Vác - Tỉnh lộ 429B - Tỉnh lộ 419 - Cầu Ba Thá - Tỉnh lộ 429 - Miếu Môn - Đường Hồ Chí Minh - Xuân Mai (Trường Cao đẳng Cộng đồng Hà Tây) |
| 116 Thị trấn Chúc Sơn - Yên Trung (Thạch Thất)   |                                                                | Chiều đi: Yên Trung (UBND xã Yên Trung - Thạch Thất) - Tỉnh lộ 446 - Ngã 4 Vai Réo - Vai Réo - Nông Lâm - Phú Cát - Tuyết Nghĩa - Trại Ro - Cấn Hữu - Ngã 4 Cấn Thượng (giao với Tỉnh lộ 421B) - Đông Sơn - Ngã 3 Yên Kiện - Quốc lộ 6 - KCN Phú Nghĩa (Ngã 4 đường Thanh Niên, Hạnh Phúc - KCN Phú Nghĩa) Chiều về: KCN Phú Nghĩa (Ngã 4 đường Thanh Niên, Hạnh Phúc - KCN Phú Nghĩa) - Quốc lộ 6 - Ngã 3 Yên Kiện - Đông Sơn - Ngã 4 Cấn Thượng (giao với Tỉnh lộ 421B) - Cấn Hữu - Trại Ro - Tuyết Nghĩa - Phú Cát - Nông Lâm - Vai Réo - Ngã 4 Vai Réo - Tỉnh lộ 446 - Yên Trung (UBND xã Yên Trung - Thạch Thất) |
| 124 (BX Yên Nghĩa - Chúc Sơn - Thị trấn Kim Bài) |                                                                | Chiều đi: Bến xe Yên Nghĩa - Quốc lộ 6 - Thị trân Chúc Sơn - đường đê (đi qua các xã Thụy Hương, Lam Điền, Hoàng Diệu, Thượng Vực, Văn Võ, (Chương Mỹ); các xã Phương Trung, Kim Thư (Thanh Oai) - Kim Bài (phía trước Bách hóa tổng hợp thị trấn Kim Bài). Chiều về: Thị trấn Kim Bài (phía trước Bách hóa tổng hợp thị trấn Kim Bài) - đường đê (đi qua các xã Thụy Hương, Lam Điền, Hoàng Diệu, Thượng Vực, Văn Võ (Chương Mỹ); các xã Phương Trung, Kim Thư (Thanh Oai) - Thị trấn Chúc Sơn - Quốc lộ 6 - Bến xe Yên Nghĩa |
| 163(Bến xe Yên Nghĩa - Hoài Đức)                 | Dịp hội chùa Trăm Gian sẽ đi đường tránh vòng qua Phượng Nghĩa | Chiều đi: Quốc lộ 6 - Cầu Mai Lĩnh - Biên Giang - Phượng Bãi - Chùa Trầm - Tỉnh lộ 419 - Chùa Trăm Gian - Tỉnh lộ 419 - Thị trấn Quốc Oai - Cầu vượt Hoàng Xá - Đường ven Khu Đô thị Sunny Garden - Đường nội bộ Khu Du lịch Tuần Châu Ecopark - Đường vành đai Khu Di tích chùa Thầy - Tỉnh lộ 421B - Đê Song Phương - Tỉnh lộ 422 - Ngã tư Sơn Đồng - Tỉnh lộ 422 - Quốc lộ 32 Chiều về: Hoài Đức (Bến xe Hoài Đức) - Quốc lộ 32 - Tỉnh lộ 422 - Ngã tư Sơn Đồng - Tỉnh lộ 422 - Đê Song Phương - Tỉnh lộ 421B - Đường vành đai KDT chùa Thầy - Đường nội bộ KDL Tuần Châu Ecopark - Đường ven KĐT Sunny Garden - Cầu vượt Hoàng Xá - Thị trấn Quốc Oai - Tỉnh lộ 419 - Chùa Trăm Gian - Tỉnh lộ 419 - Chùa Trầm - Phượng Bãi - Biên Giang - Cầu Mai Lĩnh - Quốc lộ 6 - Bến xe Yên Nghĩa |
| 213(TP. Hòa Bình - Bến xe Yên Nghĩa)             | Đây là tuyến buýt không trợ giá                                | Bến xe khách Bình An (thành phố Hoà Bình) – Cầu Hòa Bình – Đường Cù Chính Lan – Đường An Dương Vương – Đường Trần Hưng Đạo – Bến xe khách Trung tâm Hòa Bình – Đường Trần Hưng Đạo – Quốc lộ 6 – Khu Công nghiệp Lương Sơn – Quốc lộ 6 – Xuân Mai – Chúc Sơn – Bến xe Yên Nghĩa |